# Pedro Augusto Beauperthuy
Pedro Augusto Beauperthuy (Cumaná, Venezuela, 1942) es un político y profesor venezolano.

## Estudios y actividad profesional
Es egresado de la Universidad de Oriente (UDO) con el título de ingeniero agrónomo en 1966. Posee una maestría en fisiología animal de la Universidad de Luisiana, Estados Unidos. Formó parte del cuerpo docente de la UDO. Fue profesor de fisiología de la reproducción y fisioclimatología de la Escuela de Zootecnia, director de la Escuela de Zootecnia entre 1972 y 1977, decano del núcleo de Monagas entre 1977 y 1980, representante de los profesores ante el Consejo Universitario entre 1980 y 1983 y rector entre  1982 y 1986.
En 1981 fue elegido como representante de los profesores de todas las universidades públicas nacionales ante el Consejo Nacional de Universidades. Entre 1990 y 1992 fue gerente fundador  y luego presidente de la Empresa Universitaria de Desarrollo, Oriente C.A (EUDOCA), primera empresa rental de la UDO-Monagas. En 1999 fundó junto a otros profesores la Universidad de Margarita (UNIMAR). Allí ha sido rector y vicerrector académico. Actualmente se desempeña como rector, cargo que ejerce desde el 13 de marzo de 2013.

## Actividad política
Como miembro de Acción Democrática (AD) ocupó varios cargos entre los cuales están: gobernador de Monagas desde 1987 hasta 1990 y ministro de Educación desde abril de 1992 hasta mayo de 1993. Actualmente se encuentra retirado de la política.

## Fuente
- Biografía oficial de Pedro Augusto Beauperthuy